# Simon Gillett
Simon Gillett es un deportista australiano que compitió en remo. Ganó cuatro medallas en el Campeonato Mundial de Remo entre los años 1977 y 1981.

## Palmarés internacional
| Campeonato Mundial | Campeonato Mundial       | Campeonato Mundial | Campeonato Mundial        |
| Año                | Lugar                    | Medalla            | Prueba                    |
| ------------------ | ------------------------ | ------------------ | ------------------------- |
| 1977               | Ámsterdam (Países Bajos) | Medalla de plata   | Cuatro sin timonel ligero |
| 1978               | Copenhague (Dinamarca)   | Medalla de bronce  | Cuatro sin timonel ligero |
| 1980               | Malinas (Bélgica)        | Medalla de oro     | Cuatro sin timonel ligero |
| 1981               | Múnich (RFA)             | Medalla de oro     | Cuatro sin timonel ligero |